# University of Hartford

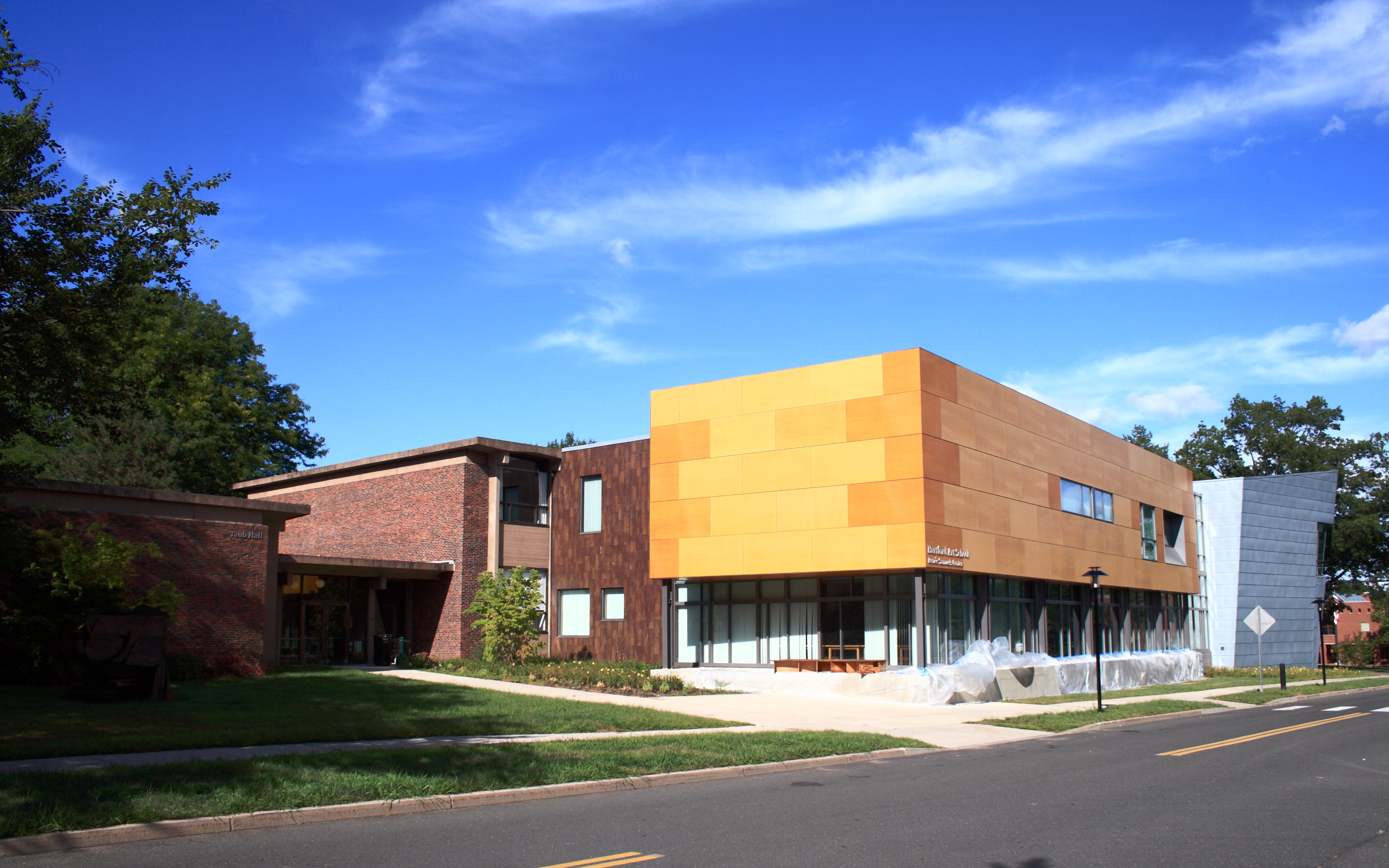
Der Visual Arts Complex der Hartford Art School (2009)

Die University of Hartford (auch UHA oder UHart genannt) ist eine private Universität in Hartford im US-Bundesstaat Connecticut. Die Hochschule wurde 1877 gegründet und hat heute (Stand 2017) 6.912 eingeschriebene Studenten.

## Sport
Die Sportteams der UHA sind die Hawks. Die Hochschule ist Mitglied in der Conference of New England in der NCAA Division III.

## Persönlichkeiten

### Professoren
- Jackie McLean – Jazzmusiker
- Ralph Nader – politisch aktiver Verbraucherschutzanwalt
- Sandy Skoglund – Fotografin und Installationskünstlerin
- Humphrey Tonkin – Professor für englische Literatur, ehemaliger Präsident der UHA

### Absolventen
- Leo Brouwer – kubanischer Komponist und klassischer Gitarrist
- Jacques de Senarclens, Schweizer evangelischer Geistlicher und Hochschullehrer
- Dionne Warwick – Sängerin
- Jonathan Winell – Opernsänger